# 福岡市立板付中学校
福岡市立板付中学校（ふくおかしりついたづけちゅうがっこう）は、福岡県福岡市博多区井相田にある公立の中学校である。

## 沿革
- 1987年（昭和62年）4月 - 福岡市立三筑中学校から分離独立。校歌・校訓制定。第一回入学式
- 1987年（昭和62年）10月 - 開校記念日
- 1988年（昭和63年）3月 - 第一回卒業式
- 1988年（昭和63年）6月 - 第一回体育祭
- 1988年（昭和63年）10月 - 第一回文化祭
- 1989年（平成元年）3月 - 普通教室増築
- 1989年（平成元年）11月 - 第一回音楽会
- 1992年（平成4年）4月 - コンピューター室設定
- 1994年（平成6年）9月 - 機械警備導入
- 2002年（平成14年）4月 - 警備用赤外線センサー導入、博多区生徒指導支援加配教員（サポートチーム）の配置

## 交通
- 西鉄バス 板付中学校前バス停よりすぐ
- 福岡県道・大分県道112号福岡日田線に面している

## 教育方針
校訓は、「創造」、「敬愛」、「勤労」だが、それとは別に、四つの合言葉と言うものが学校内にある。「挨拶」、「掃除」、「団結」、「挑戦」という四つの言葉だが、これと校訓は、目座す生徒像として掲げられている言葉である。
学校の基盤となる教育には、公教育の推進、校区の実態という二つのことが挙げられている（平成20年度）。

## 行事
- 一学期
  - 始業式
  - 入学式
  - 体育祭
  - 社会人講和
  - 部活動激励会
  - 板中ラジオ1、2、３学期
- 二学期
  - クラスマッチ （3年）
  - 合唱コンクール
  - 学校開放週間
  - 修学旅行
  - 板中フェス
- 三学期
  - 卒業式
  - クラスマッチ （1、2年）
  - 立志式
  - 修了式

## 部活
- バレーボール部 （男子・女子）
- バスケットボール部 （男子・女子）
- 軟式野球部
- サッカー部
- ソフトテニス部（女子）
- バドミントン部
- 卓球部
- 吹奏楽部
- 美術部
- 放送部

## 学校周辺
- 福岡市埋蔵文化財センター
- 西日本新聞社 西日本新聞製作センター管理部
- 福岡市立板付小学校
- 佐川急便筑紫野営業所

## 著名な出身者
- YASS（ボーカルユニット、ビーグルクルー）
- 井手口正昭（サッカー選手、横浜FC）